# Chiny
Chiny ist eine belgische Gemeinde in der Provinz Luxemburg.
Sie besteht aus den Ortsteilen Chiny, Izel, Jamoigne, Les Bulles, Suxy und Termes. Nach einer Legende soll sie im 10. Jahrhundert als Hauptort der zu diesem Zeitpunkt entstandenen Grafschaft Chiny gegründet worden sein.

## Geschichte
Die Ortschaft liegt am Fluss Semois. Sie wurde unter dem Namen „Chiniacum“ urkundlich erwähnt. In der Mitte des 10. Jahrhunderts ließ Graf Arnulpho Burgundo von Chini (Arnold oder Arnulf von Chiny) hier eine Burg und einen Mauerwall um die Ortschaft errichten, er ließ zudem Wohnhäuser, Türme, ein Priorat und eine Kirche bauen. Die Befestigung entstand im Zuge einer Auseinandersetzung mit seinem Nachbarn, dem Grafen von Bar. Die zu diesem Ort gehörige Grafschaft wurde als „Comitatus Chiniacus“ bezeichnet. In der Zeit der römischen Besetzung gab es her ein kleines Kastell, das an einer Römerstraße lag. 1097 schenkte Graf Arnulf von Chiny die Walpurgiskirche dem Kloster St. Arnulf in Metz, „richtete sie zu einem Priorat ein und stattete sie mit reichlichem Besitz aus.“

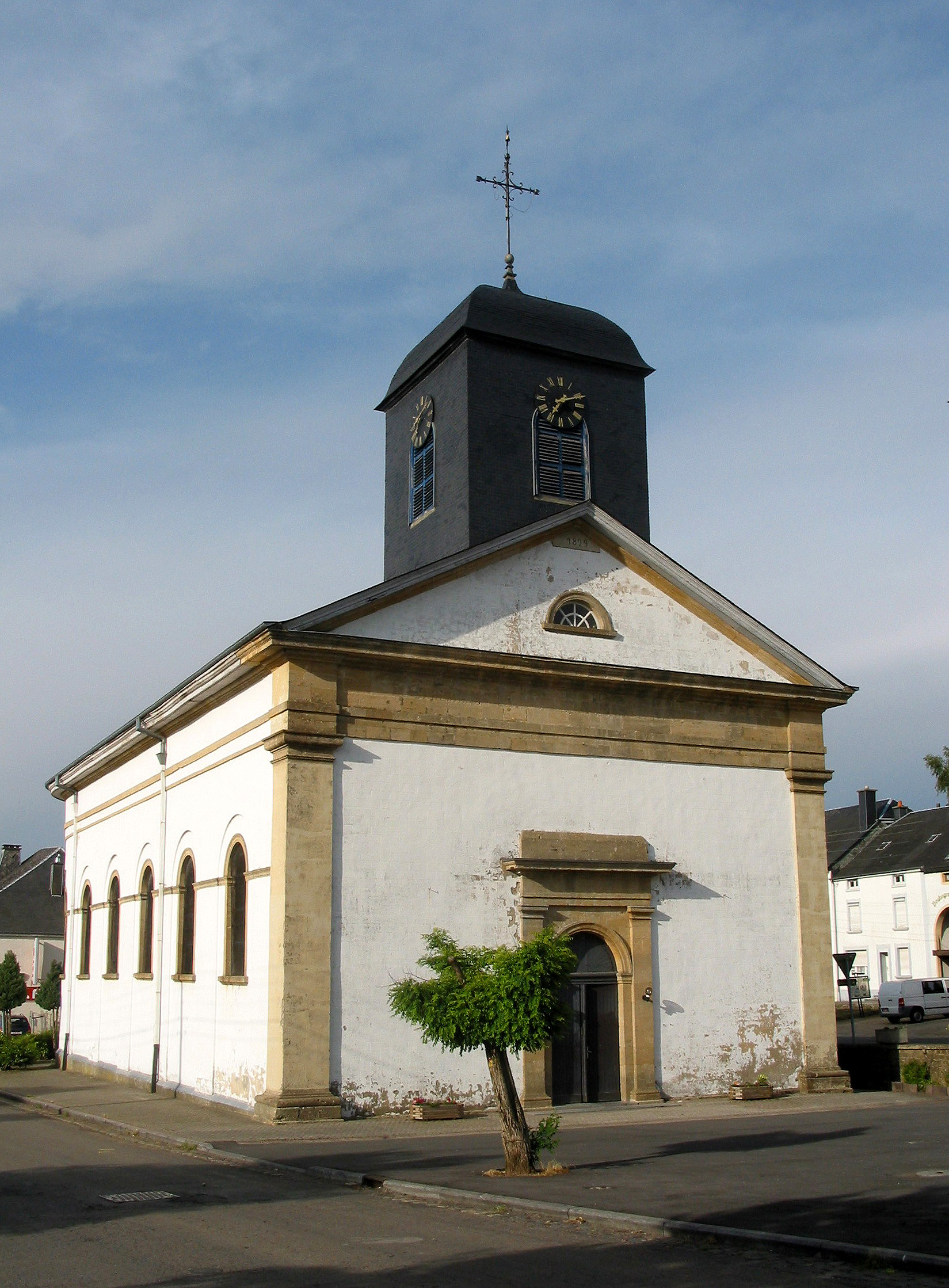
St. Walburga-Kirche
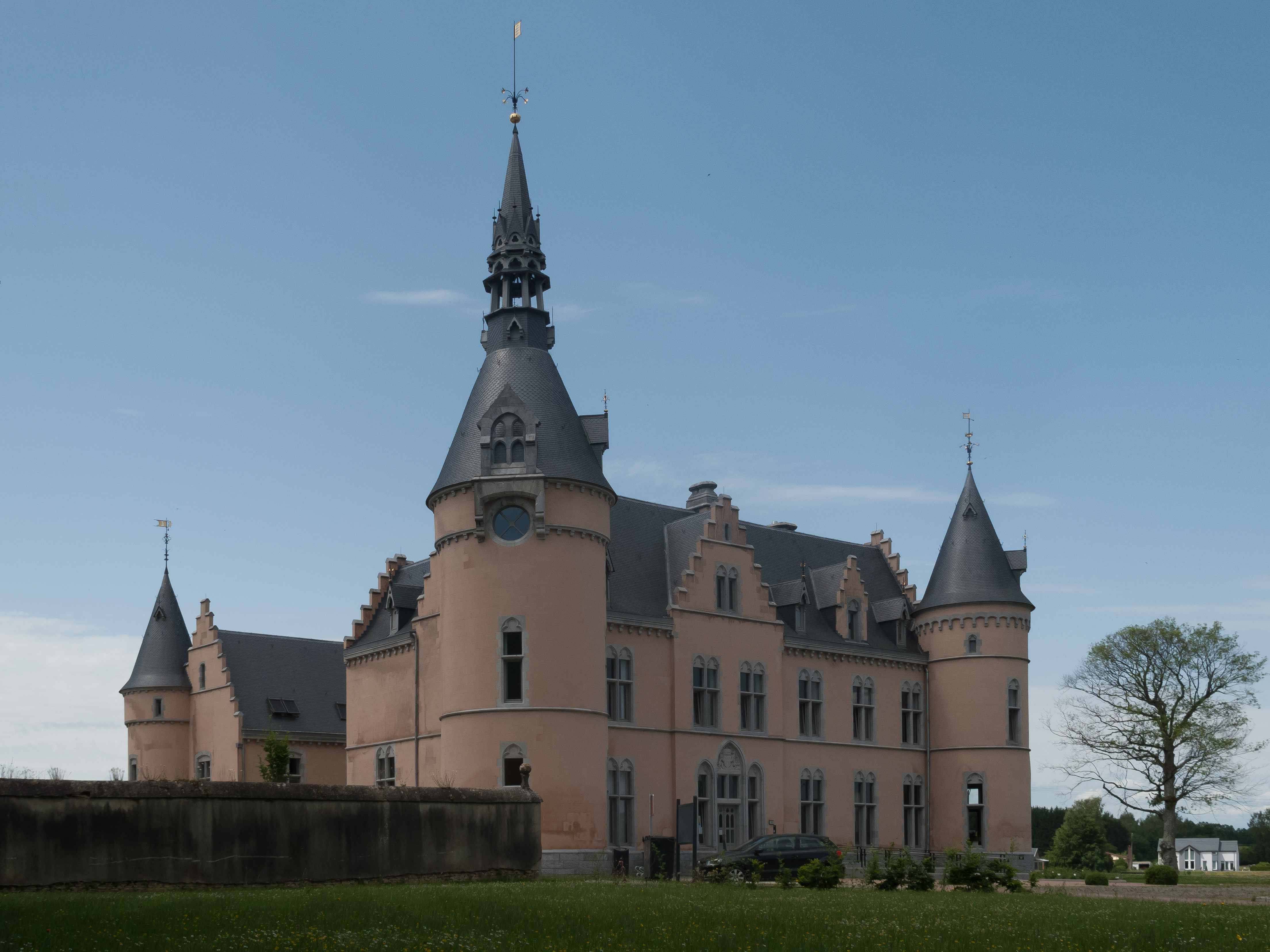
Jamoigne, Schloss: chateau du Faing

## Persönlichkeiten
- Edgard Rouyer (1893–1945), römisch-katholischer Geistlicher, NS-Opfer